# Guzice
Guzice – wieś w Polsce położona w województwie dolnośląskim, w powiecie polkowickim, w gminie Polkowice.

## Historia
W latach 1975–1998 miejscowość administracyjnie należała do województwa legnickiego. W latach 1990–1991 zrealizowano we wsi wodociąg, a potem powstała kanalizacja, linia telefoniczna, boisko sportowe oraz chodniki. W 2005 wzniesiono świetlicę wiejską.

## Otoczenie
Obok wsi znajduje się zespół przyrodniczo krajobrazowy „Guzicki Potok” który obejmuje meandry Guzickiego potoku.

## Zabytki
Do wojewódzkiego rejestru zabytków wpisany jest:
- park, z połowy XIX w.

inne zabytki:
- pomnik z I wojny światowej

## Wspólnoty wyznaniowe
- Kościół greckokatolicki – parafia Przeniesienia Relikwii św. Mikołaja Cudotwórcy[6]
- Kościół rzymskokatolicki – kościół filialny św. Józefa należący do parafii Matki Bożej Królowej Polski w Polkowicach[7]